# Иосия
Ио́сия, Иошия; Иошия́ху (ивр. יֹאשִׁיָּהוּ‎, «Яхве подкрепляет»), сын Амона — царь Иудеи; согласно Ветхому Завету — 16-й иудейский царь. Взошёл на престол в восьмилетнем возрасте после убийства его отца Амона. Царствовал 31 год (639/640 — 608/609 до н. э.); его царствование составляет одну из светлых страниц библейской истории.
Современник пророков Иеремии и Софонии; религиозный реформатор, ориентированный на идеалы монотеизма и социальной справедливости, провозглашённые пророками. Взяв за образец царя Давида, Иосия энергично истреблял вторгшееся в среду иудейского народа при прежних царях идолопоклонство, очистил храм от осквернения и в целом заботился о поднятии религиозно-нравственной жизни в стране. При нём первосвященник Хелкия нашёл в храме заброшенную «Книгу закона Господня, данную рукой Моисея» (предположительно — Второзаконие), и Иосия, на основании этой книги, проконсультировавшись у пророчицы Олдамы, возобновил забытый завет народа с Богом; разрушил в Вефиле источник идолослужения и по возвращении оттуда в Иерусалим всенародно отпраздновал Пасху (Песах, 14-й день нисана, месяца цветов). Был смертельно ранен во время сражения при Мегиддоне с войском фараона Нехо II на пути последнего к Евфрату.

## Биография

### Религиозная реформа
Царствование Иосии отмечено духовно-религиозным возрождением, и автор 4 Книги Царств (2 Книги Царей) говорит о нём: «Не было до него царя подобного ему... и после него не восстал подобный ему» (4Цар. 23:25). При Иосии была осуществлена религиозная реформа, состоявшая в централизации богослужения в Иерусалиме (4Цар. 23:4–24) и в ликвидации проникших в Иудею под ассирийским влиянием языческих и астральных культов. Было уничтожено также наиболее древнее и почитаемое святилище в Вефиле (Бейт-Эле) и, по-видимому, известное с X века до н. э. святилище в Араде.
На 18-м году своего царствования (622 год до н. э.) Иосия начал очищение Иерусалимского храма и повелел провести в нём ремонт, во время которого первосвященником Хелкией была найдена «Книга Торы» или «Книга Завета». Царь издал указ, предписывающий зачитать текст перед всем народом. В библеистике существуют различные мнения, касающиеся содержания этой Книги. Обычно считается, что речь идёт о Второзаконии. В соответствии с найденным учением, Иосия реорганизовал культ Единого Бога, отпраздновал Пасху (Песах; 4Цар. 23:23) и в присутствии всего народа заключил с Господом новый завет, обязуясь, что отныне все евреи будут строго следовать Божьим заповедям.
Впервые в истории Израиля Тора приобрела государственный статус, что сыграло решающую роль в духовном и социальном формировании еврейского народа при возвращении из вавилонского пленения.
Под влиянием реформ Иосии в Иудее сложилась так называемая девтерономическая школа, которая оказала решающее влияние на формирование исторического мировоззрения еврейского народа. Критерием оценки деятельности царей становится их вклад в концентрацию служения Единому Богу исключительно в Иерусалимском храме и забота о чистоте культа Единого Бога. Лишь те цари, которые вели бескомпромиссную борьбу против языческих влияний и против иных, нежели Иерусалимский храм, культовых центров, удостаивались похвалы со стороны авторов Танаха. Падение северного Израильского царства являлось Божественной карой за отправление культа Бога Израиля в других святилищах (4Цар. 17). К периоду правления Иосии относится начало деятельности наиболее известного и яркого представителя пророческого движения, пророка Иеремии.

### Исторический фон
Эти события по времени совпадают с последними годами правления Ашшурбанапала (669—627 г. до н. э.), сопровождавшимися гражданскими смутами в Ассирии. Около 635 г. до н. э. египетский фараон Псамметих I (664—610 г. до н. э.) вторгся в Ханаан и захватил Ашдод. Правда, закрепиться в Азии египтяне так и не смогли. Вскоре от ассирийского владычества освободились многие города Финикии.
После смерти Ашшурбанапала Ассирийская империя оказалась на грани краха. В 626 г. до н. э. халдейский вождь Набопаласар (626—605 г. до н. э.) захватил власть в Вавилонии, а к 612 г. до н. э. в союзе с Мидией разрушил Ашшур и Ниневию. Ассирия практически прекратила своё существование. Остатки ассирийских войск бежали за Евфрат и сконцентрировались возле города Харран.

### Территориальная экспансия
Таким образом, освободившись после смерти Ашшурбанапала (около 627 г. до н. э.) от ассирийского господства, Иосия не мог не воспользоваться сложившимися обстоятельствами для собирания всех еврейских земель. Он не только действовал как царь абсолютно суверенной Иудеи, но также распространил свою власть на север — на бывшие ассирийские провинции Самарию (4Цар. 23:19), Мегиддо (включая Изреельскую долину) и Галилею (2Пар. 34:6); часть северной Филистеи была, по-видимому, присоединена к Иудее, и еврейские поселения были основаны к югу и востоку от Газы и в районе Эйн-Геди. Таким образом, Иосии удалось восстановить власть над большей частью территории царства Давида и Соломона. Тогда же были построены новые кварталы Иерусалима и возведена новая стена, защищавшая город с запада. Так же Иосия прогнал гарнизон ассирийцев из Лахиша, который был отторгнут от Иудеи, вместе с другими 45 городами, во времена правления царя Езекии. Город был отстроен, но гораздо скромнее, чем он был до завоевания его Синаххерибом и людей живущих в нём теперь было намного меньше.

### Смерть Иосии
Египтяне были очень обеспокоены растущей мощью Вавилонского царства и попытались предотвратить полное уничтожение ассирийцев, протянув руку помощи своему ещё недавнему врагу. Летом 609 г. до н. э. фараон Нехо II (610—595 г. до н. э.) двинулся на соединение с ассирийской армией в окрестности Харрана. Иосия выступил против египтян, встретив их со своим войском в районе Мегиддо. В битве с Нехо (англ. Battle of Megiddo (609 BC)) Иосия был тяжело ранен стрелой в горло и скончался по дороге в Иерусалим. Тело Иосии было привезено на колеснице в Иерусалим, и его смерть была воспринята в стране как тяжкая потеря.
Иудея была вынуждена признать себя вассалом Египта.